# مدفع 100 طن
كان مدفع 100 طن الذي يبلغ وزنه 100 طن (المعروف أيضًا باسم مسدس أرمسترونج 100 طن) عبارة عن بندقية تحميل كمامة (RML) مقاس 17.72 بوصة (450 ملم) من إنتاج شركة Elswick Ordnance ، وقسم الأسلحة في شركة التصنيع البريطانية Armstrong ويتوورث، والتي يملكها ويليام أرمسترونج، وتم استخدام الـ 15 بندقية التي صنعها أرمسترونغ لتسليح بارجتين إيطاليتين، ولمواجهة هذه التحصينات البريطانية في مالطا وجبل طارق

## الأصول
حوالي عام 1870 كان أكبر سلاح صنعته الشركات البريطانية هو بندقية RML 320 ملم (بنادق، تحميل كمامة)، وبكتلة 38 طنًا طويلًا (38.6 طنًا)، وأطلقت 818 رطلاً (371 كجم) مقذوفًا قادرًا على اختراق 16.3 بوصة (410 ملم) من الفولاذ الطري على ارتفاع 2000 ياردة (1800 م), وكان هذا السلاح مناسبًا لاحتياجات الوقت، ولكن تقدم تكنولوجيا الأسلحة كان سريعًا جدًا، وسرعان ما حققت الصناعات الفرنسية مدفع 420 ملم 76 طنًا، أدى ذلك إلى أن تطلب البحرية الملكية مدفعًا بطول 80 طنًا (81 طنًا)
بدأ أرمسترونج المنتج الرئيسي للمدفعية البريطانية مشروعًا لإنشاء سلاح أكبر، وهو مدفع 18 بوصة (460 ملم)، ويُطلق عليه أيضًا «100 طن», وعرضه ارمسترونغ على البحرية الملكية التي رفضت البندقية معتبرة أنها ثقيلة للغاية ومكلفة

## وصف
كانت قطع المدفعية الجديدة أسلحة هائلة في ذلك الوقت، وكان وزنهم مشابهًا لوزن المدافع ذات الفئة المنخفضة 406 ملم / 50 كالوري في وقت لاحق، وعلى الرغم من أن براميلها كانت قصيرة جدًا، وكانت بنادق كمامة، وأنبوب مسدس وحامل صلب، وتطلب كل سلاح طاقمًا من 35 رجلاً، من بينهم 18 رجلاً للتعامل مع الذخيرة.

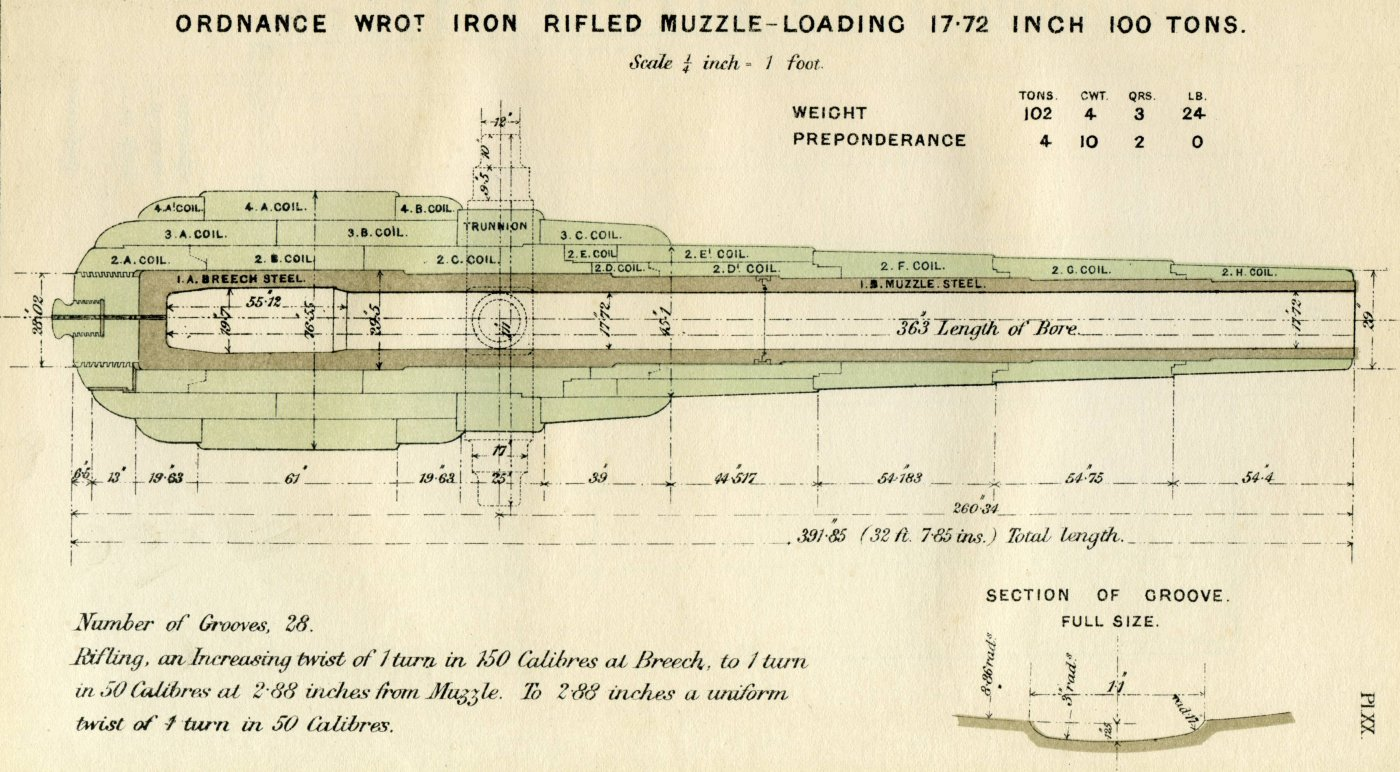

كان طول البندقية 9.953 م. كان الحد الأقصى للقطر الخارجي للبرميل 1.996 ملم، وانخفض إلى 735 ملم عند الكمامة، وكانت طريقة إنشاء أنبوب فولاذي داخلي محاطًا بملفات متعددة من الحديد المطاوع معقدة للغاية، ومع العديد من الهياكل التي تحتوي على بعضها البعض، وكان البرميل الداخلي بطول 30 قدماً و 3 بوصات (9,22) أو 20,5 عياراً، وكان وزن البندقية 103.888 كجم، أو حوالي 100 طن.
كان إطلاق النار ميكانيكيًا أو كهربائيًا، ومع نظام بصري للتصويب
يمكن لأطقم المدافع إطلاق قذيفة مرة كل ست دقائق، [3] وكانت سرعة الكمامة 472 م / ث وأقصى ارتفاع 10 ° 30، وبأقصى شحنة (204 كجم؟) وأقصى ارتفاع، ويمكن للقذيفة أن تصل إلى مدى 5990 مترًا فقط، ولكن عند تلك المسافة لا يزال بإمكان المقذوف أن يخترق 394 ملم من الفولاذ (ليس من الواضح ما إذا كان خفيفًا أم صلبًا)
كان وزن الحامل: 20,680 كجم (حوامل متحركة مع 18 عجلة)، و 24,118 كجم (منصة) و 2032 كجم (قاعدة)، وكانت المنصة منحدرة بمقدار 4 درجات لإبطاء الارتداد، وعلى منصة التثبيت، وتعمل الأنظمة الهيدروليكية على السلاسل التي اجتازت المدافع من خلال قوس يبلغ 150 درجة؛ قدم نظام هيدروليكي آخر الارتفاع.

## الذخيرة
كان هذا مدفعًا من الجيل الثاني من طرازRML ، ومزودًا بسرقة متعددة الأخدود وإطلاق ذخيرة بدون مسامير مع فحوصات أوتوماتيكية للغاز من أجل الدوران
كانت المقذوفات من ثلاثة أنواع، وتزن جميعها 2000 رطل (910 كجم) ويبلغ قطرها 17.7 بوصة (450) ملم:
- Palliser خارقة للدروع، 44 بوصة (1.12 م) طويلة، مقطع أمامي فولاذي، قادر على اختراق 21 بوصة بوصة من الصلب عند 2000 ياردة (530 ملم عند 1800 م). بوزن 32 رطلاً (14.5 كغ) شحنة داخلية متفجرة.
- شديدة الانفجار (HE) شائع،48 1⁄2 بوصة (1.23 م) طويلة، مع جدران أرق ويبلغ 78 رطل (35 كـغ) HE تهمة.
- قذيفة الشظايا: 45 بوصة (1.1 م) طويل بتكلفة 5 رطل (2.3 كـغ) HE ، ولكن أيضًا 920 رصاصة من 4 أونصة (110 غ) لكل منهما.

كانت شحنات الإشعال متعددة الأضلاع، وبعرض وطول 399 × 368 مم كحد أقصى، ولقد تم تصنيعها من 1 كيلو واط (51 كجم) من الوقود الدافع «المنشور الأسود الكبير»، وكانت هناك حاجة إلى أربعة أو خمسة لكل قذيفة يتم إطلاقها بأقصى قوة. كان الارتداد 1.75 م حيث امتص مكبسان هيدروليكيان في الجزء الخلفي من المنصة الطاقة المتبقية

## خدمة

### بيع لإيطاليا

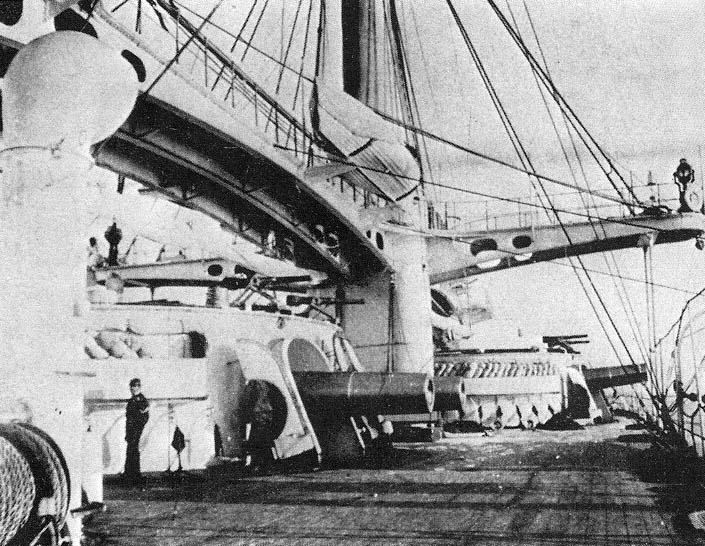
بنادق التوأم على Duilio

بعد إعادة توحيد إيطاليا، بدأت Regia Marina برنامجًا مبتكرًا لإدخال أفضل وأقوى البوارج الحربية في ذلك الوقت، ومسلحة ببنادق 380 ملم، ولقد كانوا بالفعل أقوياء للغاية، دعا الأدميرال الإيطاليون إلى بنادق اقوى، وليحتلو الصدارة في تصميم السفن الحربية.
في 21 يوليو 1874، وقع أرمسترونج عقدًا مع إيطاليا لتسليم ثمانية من بنادقها التي يبلغ وزنها 100 طن، من خلال تجارب إطلاق النار في 5 مارس 1880، وتتصدع أحد بنادق دوبيلو أثناء إطلاق النار بأقصى شحنة، وبناء على اقتراح من الجيش البريطاني، وتم التأكد رسميًا من أن اقصى شحنة عملية كانت 204 كجم وليس 255.

### الرد البريطاني
صدم العقد الإيطالي السلطات البريطانية، والتي كانت لديها قاعدة بحرية في مالطا للدفاع، وجعل افتتاح قناة السويس عام 1869 مالطا أهم قاعدة بريطانية في البحر الأبيض المتوسط، وعلى الرغم من أن دفاعات مالطا تضمنت بنادق 320 ملم، الا ان هذا ترك مالطا تدافع بشكل سيئ ضد هجوم محتمل من سفن فئة Duilio , وكانت هذه مشكلة مقلقة لأن فرانشيسكو كريسبي، أحد المهندسين المعماريين الرئيسيين لإعادة توحيد إيطاليا، وكان قد أطلق على مالطا «Italia irredenta» («إيطاليا غير المستردة»).
خشي البريطانيون من أن Duilio و Dandolo ، اللذان كانا مدرعان جيدًا بالفعل، ويمكنهما إطلاق النار على بطاريات الشاطئ في مالطا، وتدميرها واحدة تلو الأخرى، ومع الإبقاء خارج النطاق الفعال لبنادق البطاريات، ولكن مخاوف الجيش البريطاني لم يكن لها تأثير فوري على بيروقراطية لندن. حتى أطلق الإيطاليون Duilio في مايو 1876، لم تتخذ لندن أي قرار. استجابت البحرية الملكية أخيرًا، وطلبت مقترحات من مصنعي الأسلحة البريطانيين لمدفع قادر على اختراق 36 بوصة من الصلب عند 1000 ياردة (900 ملم عند 900 م). عاد المصنعون بتصميمات لمدافع ضخمة يبلغ وزنها 163 و 193 و 224 طنًا.
في ديسمبر1877 تم استدعاء سيمونز رئيس دفاعات مالطا إلى لندن لمناقشة هذه القضية، وطلب أربع بنادق مماثلة لـ Duilio في 3000 ياردة، ونظرًا لحالة الطوارئ، فقد تقرر أن الحل الأسرع والأبسط هو التوقف عن تصميم البنادق الأكبر حجمًا وشراء نفس الأسلحة مثل تلك الموجودة في Duilio، ونظرًا لأن بطارية الشاطئ التي لها نفس البنادق ذات العيار الطبيعي بشكل عام تحتفظ السفينة بميزة على المدافع ذات العيار نفسه، سفينة. [4] طُلبت أربع بنادق في مارس 1878 وبدأ التصنيع في أغسطس؛ في غضون ذلك، وكان Duilio يجري تجارب بحرية منذ عام 1877.
عندما سمع قادة جبل طارق بهذه البنادق الكبيرة، طلبوا أيضًا بعضها، وحصلوا عليها، اثنان من البنادق الأربعة التي تم طلبها لمالطا ستذهبان إلى جبل طارق بدلاً من ذلك.

#### خدمة مالطا

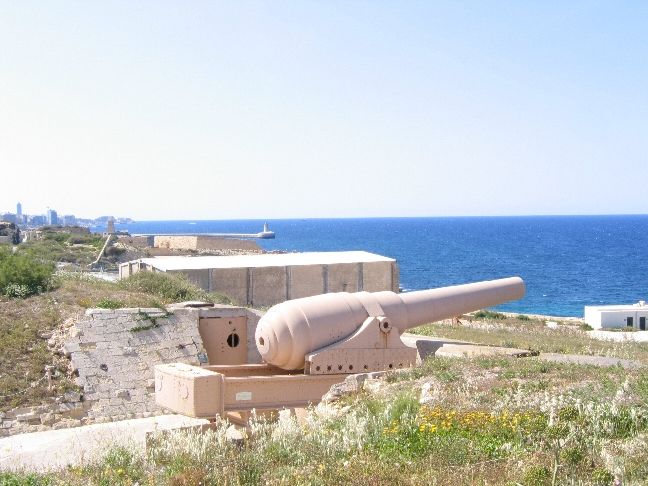
بندقية رينيلا ، مالطا ، لا تزال على الجبل الأصلي

قامت HMS Stanley، وهي سفينة شحن تم تكييفها خصيصًا لهذه المهمة، وبتسليم بندقيتين من مالطا، وتم وضع مسدس واحد في بطارية كامبردج، والذي كان جاهزًا في عام 1886، والآخر في بطارية رينيلا، والذي اكتمل في عام 1884, واستلمت كامبريدج بندقيتها في 16 سبتمبر 1882 ولكنها ركبتها فقط في 20 فبراير 1884, واستلمت Rinella في 31 يوليو 1883 وركبت في 12 يناير 1884و وبحلول هذا الوقت، كانت سفن Duilio -class تعمل منذ حوالي سبع سنوات
كان العمل على جعل هذه الآلات قابلة للخدمة رائعًا لدرجة أنه حتى عام 1885 لم تكن هناك اختبارات إطلاق، وتتألف حمولة الذخيرة الأولى من جميع الطرز المتاحة، وبما في ذلك 50 قذيفة AP و 50 HE. وبمجرد إطلاق الشظايا، لم يتم استبدالها، حيث تعتبر أقل فعالية. وبين عامي 1887 و 1888 توقف النشاط بسبب الحاجة إلى إعادة صياغة الأنظمة الهيدروليكية، ولكن مع ذلك، وكانت البنادق تعتبر موثوقة تمامًا، حيث خدمت لأكثر من 20 عامًا.
كانت مهن المدافع غير مدهشة، حيث لم تهدد أي سفينة حربية إيطالية مالطا بعد تركيبها، وتم التخلص التدريجي من بنادق مالطا في عام 1906، وكما كان الحال مع البندقية المتبقية في جبل طارق، وأطلقوا جميعًا طلقاتهم الأخيرة قبل بضع سنوات في 1903 أو 1904.
خلال الحرب العالمية الأولى، وكان من المفترض أن تكون البنادق في مالطا جاهزة للاستخدام عندما كان من المعروف أن SMS Goeben قريبة، وعلى الرغم من أن البنادق 100 طن كانت قوية، إلا أن الأسلحة الحديثة كانت ستفوقها تمامًا، وكان نطاق ومعدل إطلاق النار منخفضين للغاية، حيث كان مدى البنادق الحديثة 280-305 ملم يتراوح بين 15-20 كم ومعدل إطلاق نار طلقة واحدة كل 30 ثانية، ولم يكن Goeben يواجه صعوبة في إطلاق النار على بنادق مالطا، إذا لزم الأمر.

#### خدمة جبل طارق
كانت البطارية الأولى المصممة للبنادق في جبل طارق هي نابير من ماجدالا، على خليج روزيا، والثانية تسمى فيكتوريا باتري، وتم وضعها على بعد كيلومتر واحد شمالًا، وبدأ البناء في ديسمبر 1878، وكان الأول جاهزًا في عام 1883 والثاني في عام 1884.
كما سلمت السفينة إتش إم إس ستانلي بندقيتين من جبل طارق، وصل المدفع الأول في 19 ديسمبر 1882, والثاني في 14 مارس 1883.
حدثت عمليات الإطلاق الأولى في عام 1884، ولكن الأسلحة لم تكن تعمل بكامل طاقتها حتى عام 1889 بسبب مشاكل النظام الهيدروليكي، وتصدع ماسورة البندقية في نابير أثناء تجارب إطلاق النار؛ كان هذا لأن الطاقم تمكن من الضغط على البندقية بإطلاق رصاصة واحدة كل 2.5 دقيقة، ولم يكن من السهل إصلاح البندقية المحطمة، فلذلك تم استخدامها كأساس لمبنى، وتم نقل البندقية في Victoria Battery إلى نابير، والتي اعتبرها الجيش الموقع الأكثر فعالية.

### البنادق الباقية
لا تزال البنادق في Napier of Magdala Battery وفي Fort Rinella سليمة ويمكن للمرء زيارتها، وكانت البنادق مكلفة للغاية بحيث لا يمكن هدمها وتركت كخردة، ولكن تم استعادة كلاهما لاحقًا لعرض حالتهما، ويقع Fort Rinella تحت وصاية Fondazzjoni Wirt Artna - صندوق التراث المالطي، وتمت إضافة الطلاء الوردي على بندقية Fort Rinella مؤخرًا فقط؛ في الأصل لم يتم رسمها على الإطلاق.

## روابط خارجية
- إن جي إم كامبل، البنادق البريطانية فائقة الثقيلة
- Video of 100-ton gun being fired at Fort Rinella, Malta على يوتيوب
- صورة لمسدس 100 طن آلي لفحص الغاز على موقع بي بي سي (تم الاطلاع في 2016/09/03)